# Oswaldo Bulcão Viana
Oswaldo Bulcão Viana (Florianópolis, 15 de fevereiro de 1906 — Florianópolis, 17 de fevereiro de 1978) foi um advogado e político brasileiro.
Filho de Antônio Vicente Bulcão Viana e de Augusta Schmidt Bandeira Viana. Casou com Aracy Rupp Bulcão Viana, filha de Henrique Rupp Júnior e de Maria da Assunção Rupp, havendo do consórcio dentre outros Antônio Henrique Bulcão Viana.
Bacharel em direito pela Faculdade Nacional de Direito do Rio de Janeiro (1932).
Foi deputado à Assembleia Legislativa de Santa Catarina na 1ª legislatura (1947 — 1951) e na 2ª legislatura (1951 — 1955).
Foi presidente da Assembleia em 1955, 1959 e 1960.